# Gerhard Nenning

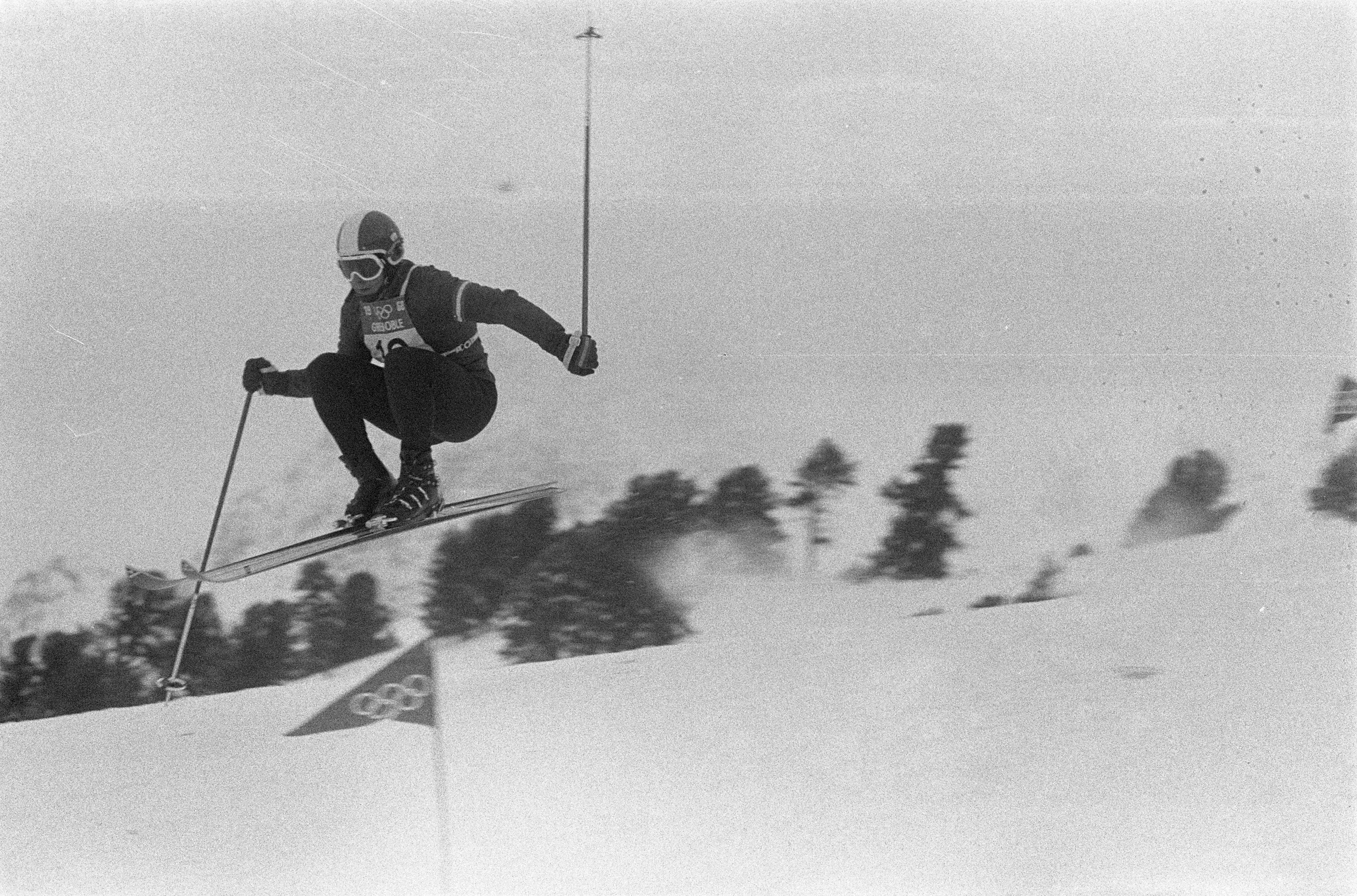
Juegos Olímpicos, Gerhard Nenning (Austria) en acción en la pista de esquí (descenso) Fecha : 7 de febrero de 1968 Lugar : Austria

Gerhard Nenning (29 de septiembre de 1940, Lech am Arlberg (Austria - 22 de junio de 1995, Bregenz), fue un esquiador que ganó 3 Medallas en el Campeonato del Mundo (2 de plata y 1 de bronce), 1 Copa del Mundo en disciplina de Descenso y 3 victorias en la Copa del Mundo de Esquí Alpino (con un total de 3 podiums).
Falleció el 22 de junio de 1995 en la localidad austríaca de Bregenz.

## Resultados

### Juegos Olímpicos de Invierno
- 1964 en Innsbruck, Austria
  - Eslalon Gigante: 6.º
- 1968 en Grenoble, Francia
  - Eslalon Gigante: 8.º
  - Descenso: 9.º

### Campeonatos Mundiales
- 1962 en Chamonix, Francia
  - Combinada: 2.º
  - Eslalon: 3.º
  - Descenso: 5.º
- 1964 en Innsbruck, Austria
  - Combinada: 2.º
- 1968 en Grenoble, Francia
  - Eslalon Gigante: 8.º
  - Descenso: 9.º

### Copa del Mundo

#### Clasificación general Copa del Mundo
- 1966-1967: 13.º
- 1967-1968: 4.º
- 1968-1969: 32.º
- 1969-1970: 45.º

#### Clasificación por disciplinas (Top-10)
- 1966-1967:
  - Descenso: 4.º
- 1967-1968:
  - Descenso: 1.º

#### Victorias en la Copa del Mundo (3)

##### Descenso (3)
| Fecha               | Lugar     |
| ------------------- | --------- |
| 13 de enero de 1968 | Wengen    |
| 20 de enero de 1968 | Kitzbühel |
| 15 de marzo de 1968 | Aspen     |